# CBC-MAC
У криптографії, код автентифікації повідомлення ланцюгуванням шифроблоків (CBC-MAC) — техніка побудови кода автентифікації повідомлення з блочного шифру. Повідомлення шифроване деяким алгоритмом блочного шифрування в режимі CBC для створення ланцюга блоків таких, що кожен блок залежить від правильного шифрування попередніх блоків. Ця взаємозалежність гарантує. що зміна в будь-якому біті відкритого тексту спричинить зміну в останньому зашифрованому блоці, яку не можна передбачити або запобігти без знання ключа блочного шифру.
Для обчислення CBC-MAC повідомлення {\displaystyle m} користувач шифрує {\displaystyle m} в режимі CBC з нульовим ініціалізаційним вектором. Наступне зображення є нарисом обчислення CBC-MAC повідомлення з блоків {\displaystyle m_{1}\|m_{2}\|\cdots \|m_{x},} секретним ключем {\displaystyle k} і PRP {\displaystyle F:K\times X\to X} (блочним шифром):
Отримуємо PRF {\displaystyle F_{CBC}:K\times X^{\leq L}\to X.}

## Безпека з повідомленнями встановленої і змінної довжини
Якщо використовний блочний шифр безпечний (тобто є псевдовипадковою переставкою), тоді CBC-MAC безпечний для повідомлень встановленого розміру. Однак, не є безпечним для повідомлень змінної довжини. Отже, кожен окремий ключ треба використовувати для повідомлень встановленої і відомої довжини. Нападник, який знає правильну пару повідомлення-тег (тобто CBC-MAC) {\displaystyle (m,} {\displaystyle t)} і {\displaystyle (m',} {\displaystyle t')} може утворити третє повідомлення {\displaystyle m''} чий CBC-MAC також буде {\displaystyle t'}. Це робиться простим XOR-енням першого блоку {\displaystyle m'} з {\displaystyle t} і тоді приєднанням {\displaystyle m'} до {\displaystyle m}; тобто через утворення {\displaystyle m''=m\|[(m_{1}'\oplus t)\|m_{2}'\|\dots \|m_{x}']}.
Цю проблему не можна розв'язати через додавання блоку з розміром повідомлення наприкінці. Існує три головних способи зміни CBC-MAC так, щоб убезпечити його для повідомлень змінної довжини:33:
- Додавання довжини повідомлення в перший блок (англ. length-prepend CBC MAC). Це може бути проблематичним якщо довжина повідомлення не відома, коли почалось опрацювання.
- Використання різних ключів для повідомлень різних довжин (англ. input-length key separation).
- ECBC-MAC, XCBC-MAC.

Також, для захисту цілісності повідомлень змінної довжини, можна розглянути інші режими, наприклад, CMAC (фактично різновид XCBC-MAC) або HMAC.

## XCBC-MAC
{\displaystyle pad(b)={\begin{cases}b,&{\mbox{if }}|b|=n\\b10...0,&{\mbox{if }}|b|<n\end{cases}}}

### Переваги
- Робить найменшу кількість викликів блочного шифру для MAC такого типу
- Правильно обробляє повідомлення будь-якої довжини
- Блочний шифр викликається лише з одним ключем: {\displaystyle k_{1}}
- Блочний шифр викликається лише в напрямку шифрування
- Дозволяє обробку по ходу
- Легкий у втіленні, знайомий користувачам
- Вільний
- XCBC — це PRF (не тільки MAC)
– Безпечна PRF завжди є MAC
– Не використовується нонс/IV
– Тегі коротші
– Тегі можна обрізати
– Інші застосування
• Розділення ключа
• PRG
• Протоколи квитування (підтвердження) зв'язку
- Доведеннєво безпечний (припускаючи, що E є PRP)

### Вади
- Обмежені можливості розпаралелювання (притаманно CBC-MAC)
- Довжина ключа {\displaystyle k+2n}

## Порівняння різновидів CBC-MAC[2][3]
| Ім'я     | Домен                             | #E викликів                                               | #E ключів             | Довжина ключа        | #E викликів до обробки |
| -------- | --------------------------------- | --------------------------------------------------------- | --------------------- | -------------------- | ---------------------- |
| CBC-MAC  | {\displaystyle (\{0,1\}^{n})^{m}} | {\displaystyle \|M\|/n}                                   | {\displaystyle 1}     | {\displaystyle k}    | 0                      |
| EMAC     | {\displaystyle \{0,1\}^{*}}       | {\displaystyle 1+{\mathcal {d}}(\|M\|+1)/n{\mathcal {e}}} | {\displaystyle 2}     | {\displaystyle 2k}   | 0                      |
| RMAC     | {\displaystyle \{0,1\}^{*}}       | {\displaystyle 1+{\mathcal {d}}(\|M\|+1)/n{\mathcal {e}}} | {\displaystyle 1+\#M} | {\displaystyle 2k}   | 0                      |
| XCBC     | {\displaystyle \{0,1\}^{*}}       | {\displaystyle 1+{\mathcal {d}}\|M\|/n{\mathcal {e}}}     | {\displaystyle 1}     | {\displaystyle k+2n} | 0                      |
| TMAC     | {\displaystyle \{0,1\}^{*}}       | {\displaystyle 1+{\mathcal {d}}\|M\|/n{\mathcal {e}}}     | {\displaystyle 1}     | {\displaystyle k+n}  | 0                      |
| XCBC+kst | {\displaystyle \{0,1\}^{*}}       | {\displaystyle 1+{\mathcal {d}}\|M\|/n{\mathcal {e}}}     | {\displaystyle 2}     | {\displaystyle k}    | 3 або 4                |
| TMAC+kst | {\displaystyle \{0,1\}^{*}}       | {\displaystyle 1+{\mathcal {d}}\|M\|/n{\mathcal {e}}}     | {\displaystyle 2}     | {\displaystyle k}    | 2 або 3                |
| OMAC     | {\displaystyle \{0,1\}^{*}}       | {\displaystyle 1+{\mathcal {d}}\|M\|/n{\mathcal {e}}}     | {\displaystyle 1}     | {\displaystyle k}    | 1                      |

«#E викликів до обробки» — позначає кількість викликів блочного шифру в попередньому опрацюванні. Ці виклики можна робити без повідомлення. Для XCBC+kst і TMAC+kst за блочний шифр припускаємо AES.
kst — техніка розділення ключів (англ. key separation technique).